# أرسنال ساراندي
أرسنال ساراندي ، هو نادي كرة قدم أرجنتيني وهو نادي أساسي في الأرجنتين وقد تأسس يوم 11 يناير 1957 م.

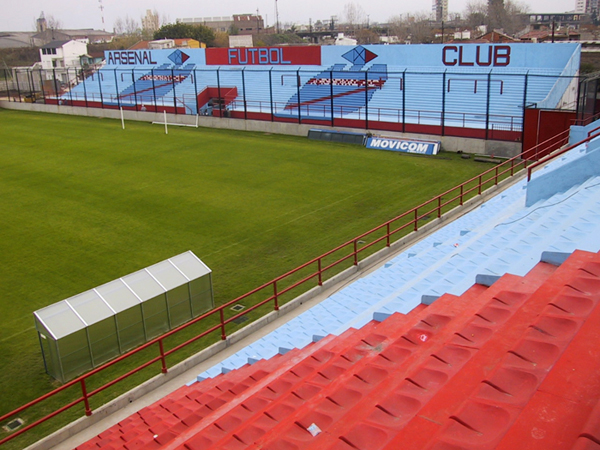
ملعب النادي

## روابط إضافية
- (بالإسبانية) Official site
- (بالإسبانية) Unofficial site
- (بالإسبانية) Current team and latest developments as of 7 أغسطس, 2007.